# Idrottsprogrammet
Idrottsprogrammet är ett gymnasieprogram avsett för ungdomar som vill satsa extra på en idrott. De populäraste sporterna man kan välja mellan är fotboll och handboll. Varje idrottselev har två/tre specialidrottslektioner per vecka beroende på skola där man utövar sin specialidrott. På schemat finns även Idrottspsykologi, Idrottsskador samt Kost och hälsa.
En av alla de program som är ledande inom ramen "Idrottsprogram" och som är väletablerat är Idrottscollege som ligger på Wenströmska gymnasiet i Västerås.
Det är ett renodlat Idrottsprogram med ex. Idrottspsykologi, Idrottsfysiologi, Ledarskap och Specialidrott, inlagt som ordinarie kurser på schemat. 